# Edwin Pears
Pour les articles homonymes, voir Pears.
Sir Edwin Pears (18 mars 1835 - 27 novembre 1919) est un avocat, homme de lettres et historien britannique. Installé à Constantinople pendant près de 40 ans, il est connu pour son œuvre Turkey and its People publiée en 1911.

## Premières années
Pears naît le 18 mars 1835 à York en Angleterre. Il reçoit une éducation privée avant d'entrer à l'université de Londres où il suit des études de droit et de jurisprudence romaines dont il sort major. Il devient avocat après avoir étudié à Middle Temple. Il devient le secrétaire privé de Frederick Temple puis de l'évêque d'Exeter et enfin de l'archevêque de Cantorbery. Pears est aussi le secrétaire de plusieurs associations liées au travail social à Londres.

## Constantinople
Pears s'installe à Constantinople en 1873 où il travaille au consulat et devient le président des avocats européens de Constantinople. Il est alors l'une des personnalités les plus importantes de la colonie britannique à Constantinople. Pears voyage beaucoup dans le territoire de l'Empire ottoman et apprend l'histoire turque par le biais d'historiens turcs mais aussi d'historiens étrangers. Cela lui permet d'acquérir une très bonne connaissance de la Turquie. En 1876, alors qu'il est correspondant pour le Daily News, il décrit les atrocités ottomanes en réaction à la révolte ayant eu lieu en Bulgarie en avril. Cela entraîne des manifestations populaires en Angleterre conduites par William Ewart Gladstone. À cette époque, on doute encore de l'existence des crimes commis par les bachibouzouks en Bulgarie. Les écrits d'Edwin Pears contribuent à lever le doute.
En 1885, Pears écrit The Fall of Constantinople, a Story of the Fourth Crusade. En 1903, il écrit The Destruction of the Greek Empire and the Story of the Capture of Constantinople by the Turks considéré comme le premier ouvrage moderne concernant la chute de Constantinople. Il reste encore une référence sur le sujet et Gustave Schlumberger s'en est grandement inspiré pour rédiger 1453. Le siège, la prise et le sac de Constantinople par les Turcs.